# Parc national de la Pripiat
Le parc national de la Pripiat, (biélorusse : Прыпяцкі (нацыянальны парк)), est un parc naturel situé en Biélorussie. Créé en 1996 sur la rive droite de la rivière Pripiat.

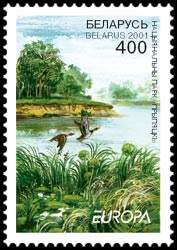
En 2001 sur un timbre biélorusse.

## Voir Aussi
- Liste des parcs nationaux de la Biélorussie.